# Арт Фармер
Арт Фа́рмер (англ. Art Farmer), повне ім'я А́ртур Стю́арт Фа́рмер (англ. Arthur Stewart Farmer; 21 серпня 1928, Консіл-Блафс, Айова — 4 жовтня 1999, Нью-Йорк) — американський джазовий трубач і флюгельгорніст. Брат-близнюк ударника Еддісона Фармера.

## Біографія
Народився 21 серпня 1928 року в Консіл-Блафс, штат Айова. Брат-близнюк Еддісона Фармера. Зростав у Фініксі, штат Аризона. У віці 6 років почав вчитися грати на фортепіано; пізніше на скрипці та тубі; у 14 років почав грати на трубі.
У 1945 році переїхав до Лос-Анджелеса, де став працювати з Горасом Гендерсоном; Флойдом Реєм. Гастролював на Сході з Джонні Отісом; деякий час грав в Нью-Йорку (1947—48) і навчався у Моріса Группа. У 1948 році повернувся на Західне узбережжя і працював з Бенні Картером; Джеральдом Вілсоном, Джеєм Макшенном, Роєм Портером.
З 1951 по 1952 грав з Ворделлом Греєм. Після однорічних гастролів з Лайонелом Гемптоном в Європі і США (1952—53), оселився в Нью-Йорку, де очолював разом з Джиджі Грайсом гурт у 1954—56 роках. У 1955 році виступив з гуртом Чарльза Мінгуса і квінтетом Лестера Янга на Ньюпортському джазовому фестивалі. Грав з Горасом Сільвером (1956—58), Джеррі Малліганом (1958—59), з яким взяв участь у записі саундтреків до кінофільмів «Я хочу жити!» (1958), «Підземні» (1960). У 1959 році разом з Бенні Голсоном створив гурт The Jazztet, з яким грав разом до 1962 року. Саме приблизно у цей період Фармер переключився з труби на флюгельгорн, часто працював з Джимом Голлом (1962—64); потім знову створив новий квінтет за участі Стіва Куна.
Після того як пропрацював в Європі з 1965 по 1966 роки, повернувся до США і очолив комбо з Джиммі Гітом. У 1968 році переїхав до Відня і приєднався до Симфонічного оркестру Віденського радіо; також працював з біг-бендами Кларка-Болланда і Петера Гербольцгаймера. Гастролював в Європі та на Сході з гуртом Джиммі Сміта (1972). У 1970-х зрідка повертався до США, однак частіше став виступати у 1980-х.
Організував новий The Jazztet з Голсоном на деякий час (1982). У 1980-х і 1990-х щороку в Нью-Йорку очолював гурти, спочатку в клубі Sweet Basil з Кліффордом Джорданом, пізніше у Village Vanguard з Джеромом Річардсоном, Роном Блейком. У 1991 році почав грати на флюмпеті, новому духовому інструментів, що поєднує трубу і флюгельгорн, який спеціально для Фармера створив майстер Девід Монетт. Його грі завжди були притаманні послідовний ліризм, чутливість; ці властивості ще більше посилились і поглибились у 1990-х. У 1994 році виступив на Коркському джазовому фестивалі.
Помер 4 жовтня 1999 року в Нью-Йорку у віці 71 року.

## Дискографія
- The Art Farmer Septet (Prestige, 1953—54)
- When Farmer Met Gryce (Prestige, 1955) з Джиджі Грайсом
- Last Night When We Were Young (ABC-Paramount, 1957)
- Portrait of Art Farmer (Contemporary, 1958)
- Modern Art (United Artists, 1958)
- Brass Shout (United Artists, 1959)
- The Aztec Suite (United Artists, 1959)
- Art (Argo, 1961)
- Perception (Argo, 1961)
- Listen to Art Farmer and the Orchestra (Mercury, 1962)
- Interaction (Atlantic, 1963)
- Baroque Sketches (Columbia, 1966)